# Neotragus moschatus
El suni (Neotragus moschatus) es una especie de mamífero artiodáctilo de la subfamilia Antilopinae propia de África del este.

## Descripción
El suni tiene entre 30–43 cm de altura hasta los hombros y un peso de 4,5 a 5,4 kg. Tienen un color rojizo-marrón, más obscuro en el dorso, los flancos y en las piernas. Los carrillos, barbilla, garganta y la parte interna de los miembros son blancos. Las narinas son rojas y prominentes, y tienen aros de color negro alrededor de los ojos y sobre los cascos. Los machos tienen cuernos de 8 a 13 cm de largo, tienen surcos en la mayor parte de su longitud y se curva hacia atrás ceñidos a la cabeza. Las hembras no tienen cuernos. El suni puede emitir una especie de ladrido débil o silbidos.

## Comportamiento
El suni se alimenta de hojas, hongos, flores y frutos y casi no requiere agua dulce. Son tímidos y más activos durante la noche, pueden dormir durante el día a la sombra. Son animales sociales pero defienden un territorio de tres hectáreas. Marcan los límites de este territorio con secreciones de sus glándulas preobitales. Pueden tener una pila de estiércol individual o comunal en la periferia de su territorio. Un macho usualmente toma una pareja, pero otras hembras pueden compartir su territorio. Después de una gestación promedio de 183 días nace una sola cría.

## Depredadores
Los principales depredadores son los leones, aves de presa y serpientes. Como medida de protección, se camuflan en el pasto seco y permanecen quietos. Cuando un depredador está casi sobre ellos, saltan dirigiéndose hacia la maleza.